# Luiz Baccelli
Luiz Baccelli (São Paulo, 13 de setembro de 1943 — São Paulo, 25 de fevereiro de 2013) foi um ator, dramaturgo, professor, historiador e diretor do grupo teatral Ação Entre Amigos. Formado em história pela PUC de São Paulo, cursou o Teatro Suzuki, no Japão e realizou, em escolas, mais de 90 montagens teatrais.
Iniciou sua carreira profissional com Antunes Filho em 1968, participando dos espetáculos que percorreram vários paises. Ganhou o prêmio Molière de melhor ator na peça Xica da Silva (1988), dirigida por Antunes Filho. Ele também ganhou o troféu de Top Empreendedor por suas atuações no cinema e teatro. Durante 10 anos fez parte do grupo Tapa/Cia. Participou de novelas na Rede Globo, no SBT, na Band e na Record. Seu último trabalho na Rede Globo foi na novela Araguaia. Seu último trabalho na televisão foi uma participação na novela Aquele Beijo (2012), depois de ter atuado em A Favorita (2008), Caminho das Índias (2009), Araguaia (2010) e Laços de Família (2000).

## Morte
Morreu em 2013, após uma parada cardíaca, no Hospital São Camilo, onde estava internado para tratamento de câncer no rim.

## Carreira
| Ano  | Título                             | Personagem                 | Nota                  |
| ---- | ---------------------------------- | -------------------------- | --------------------- |
| 1995 | Sangue do Meu Sangue               | Cuerro Verde               | Participação especial |
| 1995 | As Pupilas do Senhor Reitor        | Joaquim                    |                       |
| 1998 | Pérola Negra                       | Benjamin Weinstein         |                       |
| 2000 | Laços de Família                   | Dr. César                  |                       |
| 2000 | Miguelito                          | Seu Flodoaldo              |                       |
| 2001 | Amor e Ódio                        | Severiano Cortes           |                       |
| 2004 | A Escrava Isaura                   | Padre Eurico               |                       |
| 2006 | Cristal                            | Erasmo                     |                       |
| 2007 | Amazônia, de Galvez a Chico Mendes | Campelo                    |                       |
| 2008 | A Favorita                         | Darcy Queiróz              |                       |
| 2009 | Caminho das Índias                 | Barat Mugdaliar            |                       |
| 2009 | João Miguel                        | advogado                   |                       |
| 2010 | Araguaia                           | médico de Max              |                       |
| 2011 | Amor e Revolução                   | Monsenhor                  |                       |
| 2012 | Aquele Beijo                       | juiz do julgamento de Olga |                       |

## Cinema
| Ano  | Título               | Personagem  |
| ---- | -------------------- | ----------- |
| 2006 | Os 12 Trabalhos      | Seu Moreira |
| 2009 | Mater Dei            |             |
| 2009 | Boca do lixo         |             |
| 2010 | A História de Ângelo | O pai       |
| 2012 | E a Vida Continua.   | - Ernesto   |